# Атлантік-Сіті
Атла́нтік-Сіті, Атлантик-Сіті (англ. Atlantic City) — місто (англ. city) в США, в окрузі Атлантик штату Нью-Джерсі, на узбережжі Атлантичного океану. Населення — 38 497 осіб (2020).

## Географія
Атлантик-Сіті розташований за координатами 39°22′38″ пн. ш. 74°27′4″ зх. д. / 39.37722° пн. ш. 74.45111° зх. д. (39.377297, -74.451082). За даними Бюро перепису населення США в 2010 році місто мало площу 44,12 км², з яких 27,83 км² — суходіл та 16,29 км² — водойми.

### Клімат
| Клімат : Атлантик-Сіті  | Клімат : Атлантик-Сіті | Клімат : Атлантик-Сіті | Клімат : Атлантик-Сіті | Клімат : Атлантик-Сіті | Клімат : Атлантик-Сіті | Клімат : Атлантик-Сіті | Клімат : Атлантик-Сіті | Клімат : Атлантик-Сіті | Клімат : Атлантик-Сіті | Клімат : Атлантик-Сіті | Клімат : Атлантик-Сіті | Клімат : Атлантик-Сіті | Клімат : Атлантик-Сіті |
| Показник                | Січ.                   | Лют.                   | Бер.                   | Квіт.                  | Трав.                  | Черв.                  | Лип.                   | Серп.                  | Вер.                   | Жовт.                  | Лист.                  | Груд.                  | Рік                    |
| Середня температура, °C | 2,8                    | 1,7                    | 5,6                    | 8,9                    | 13,3                   | 17,2                   | 21,1                   | 22,8                   | 21,1                   | 16,1                   | 11,7                   | 6,7                    | 12,2                   |
| ----------------------- | ---------------------- | ---------------------- | ---------------------- | ---------------------- | ---------------------- | ---------------------- | ---------------------- | ---------------------- | ---------------------- | ---------------------- | ---------------------- | ---------------------- | ---------------------- |
| Джерело: NOAA           |                        |                        |                        |                        |                        |                        |                        |                        |                        |                        |                        |                        |                        |

## Демографія
Згідно з переписом 2010 року, у місті мешкало 39 558 осіб у 15 504 домогосподарствах у складі 8562 родин. Було 20013 помешкання
Расовий склад населення:
| - 38,3 % — чорних або афроамериканців - 26,7 % — білих - 15,6 % — азіатів - 0,6 % — корінних американців - 14,0 % — осіб інших рас |

До двох чи більше рас належало 4,8 %. Частка іспаномовних становила 30,4 % від усіх жителів.
За віковим діапазоном населення розподілялося таким чином: 24,6 % — особи молодші 18 років, 62,7 % — особи у віці 18—64 років, 12,7 % — особи у віці 65 років та старші. Медіана віку мешканця становила 36,3 року. На 100 осіб жіночої статі у місті припадало 96,2 чоловіків; на 100 жінок у віці від 18 років та старших — 94,4 чоловіків також старших 18 років.
Середній дохід на одне домашнє господарство становив 43 423 долари США (медіана — 25 737), а середній дохід на одну сім'ю — 51 738 доларів (медіана — 30 881). Медіана доходів становила 31 659 доларів для чоловіків та 29 559 доларів для жінок. За межею бідності перебувало 36,9 % осіб, у тому числі 51,5 % дітей у віці до 18 років та 23,1 % осіб у віці 65 років та старших.
Цивільне працевлаштоване населення становило 15 421 осіб. Основні галузі зайнятості: мистецтво, розваги та відпочинок — 41,4 %, освіта, охорона здоров'я та соціальна допомога — 15,8 %, роздрібна торгівля — 11,2 %.

## Економіка
Залізнична станція. Великий морський курорт біля Нью-Йорка і Філадельфії. Центр грального бізнесу на Атлантичному узбережжі. Основою економіки міста є мережа казино.
Незначна швейна, трикотажна, харчова і скляна промисловість, казино.